# 臺中市立雙十國民中學
臺中市立雙十國民中學，簡稱雙十國中，是位於臺灣臺中市北區的一所市立國民中學，鄰近臺中市忠烈祠、臺中市孔廟、中國青年救國團臺中團部、國立臺灣體育運動大學田徑場與臺中市立臺中第一高級中等學校。

## 校史
- 1954年8月，臺中市政府在水源地臺中忠烈祠（原臺中神社）設「臺中市立中學分部」（臺中市立中學為今臺中市立居仁國民中學），招生6班。
- 1956年8月，增設高中部。
- 1957年10月18日，奉臺灣省政府令獨立設校為「臺中市立第二中學」。
- 1968年臺灣實施九年國民教育，改制為「臺中市立第二國民中學」；臺灣省政府實施省辦高中，縣市辦初中政策，原有高中部7班，男生移交省立臺中二中，女生移交省立臺中女中接辦。
- 1971年8月1日，臺中市政府廢除依數序命名之國中校名，改名「臺中市立雙十國民中學」。
- 1974年2月，教育部責成省立交響樂團（當時的團長是史惟亮）籌設音樂實驗班，成立臺灣第一所國中音樂實驗班。
- 2018年4月，新教學大樓落成。[1]

## 歷任校長
- 汪廣平：（1957年2月分校獨立前的臺中市立中學校長）

1. 徐木生：1957年2月1日－1971年12月（代理校長：臺中市政府教育局督學蔡瑞榮）
2. 張廖貴洋：1972年8月1日－1986年2月1日
3. 張振鵬：1986年2月1日－1993年2月1日
4. 王朝庭：1993年3月3日－2001年2月1日
5. 巫慶文：2001年2月1日－2005年2月1日
6. 莊煥綱：2005年2月1日－2012年8月1日
7. 林百脩：2012年8月1日－2019年8月26日
8. 鄭清俊：2019年8月26日－2020年7月31日（主任代理）
9. 林大欽：2020年8月1日－現任

## 校舍空間
空間分佈
- 普通教室：45間
- 專科教室：20間
- 行政空間：23間
- 體育館

班級現況
- 國中部：
  - 普通班：9班
  - 音樂班：2班
- 資源班1班，資中班1班：

## 學區
- 富台里（第1～17鄰）、富仁里（第1～31鄰）
- 東勢里、東南里、合作里、錦村里、錦洲里、錦祥里、新北里、新興里、金龍里、金華里、建成里、建德里、樂英里（全里）

## 週邊環境
- 一中商圈

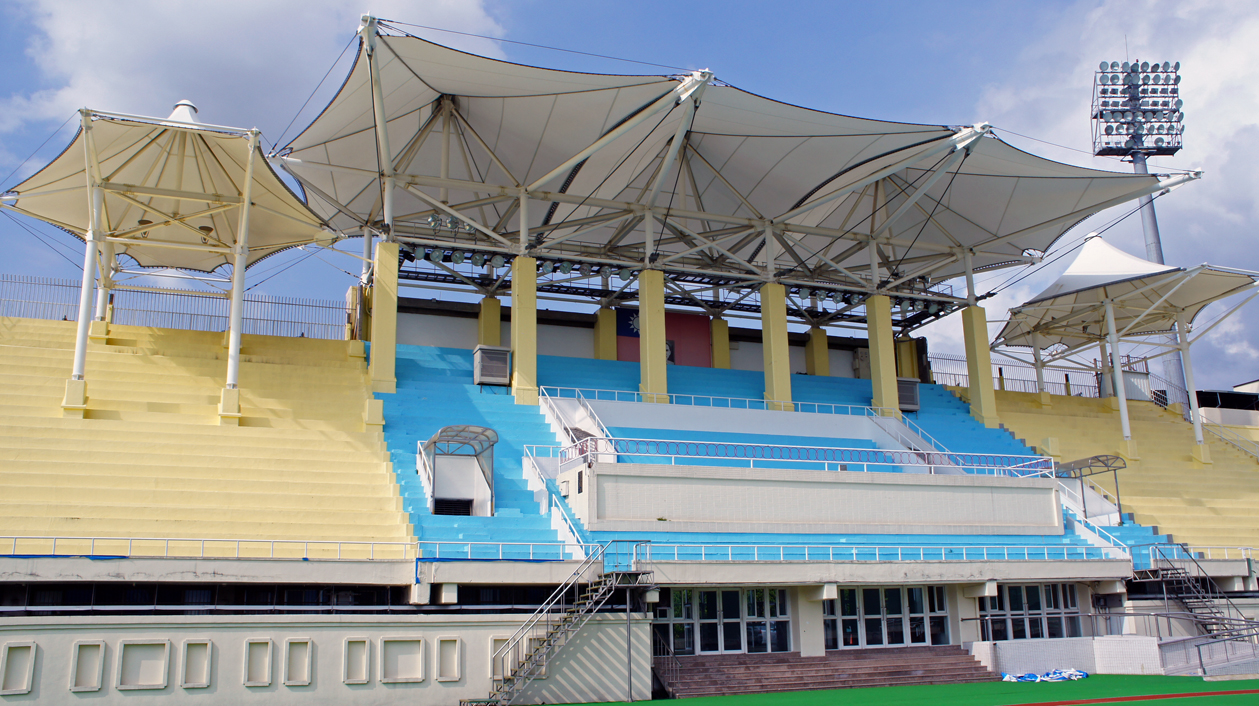
國立臺灣體育運動大學
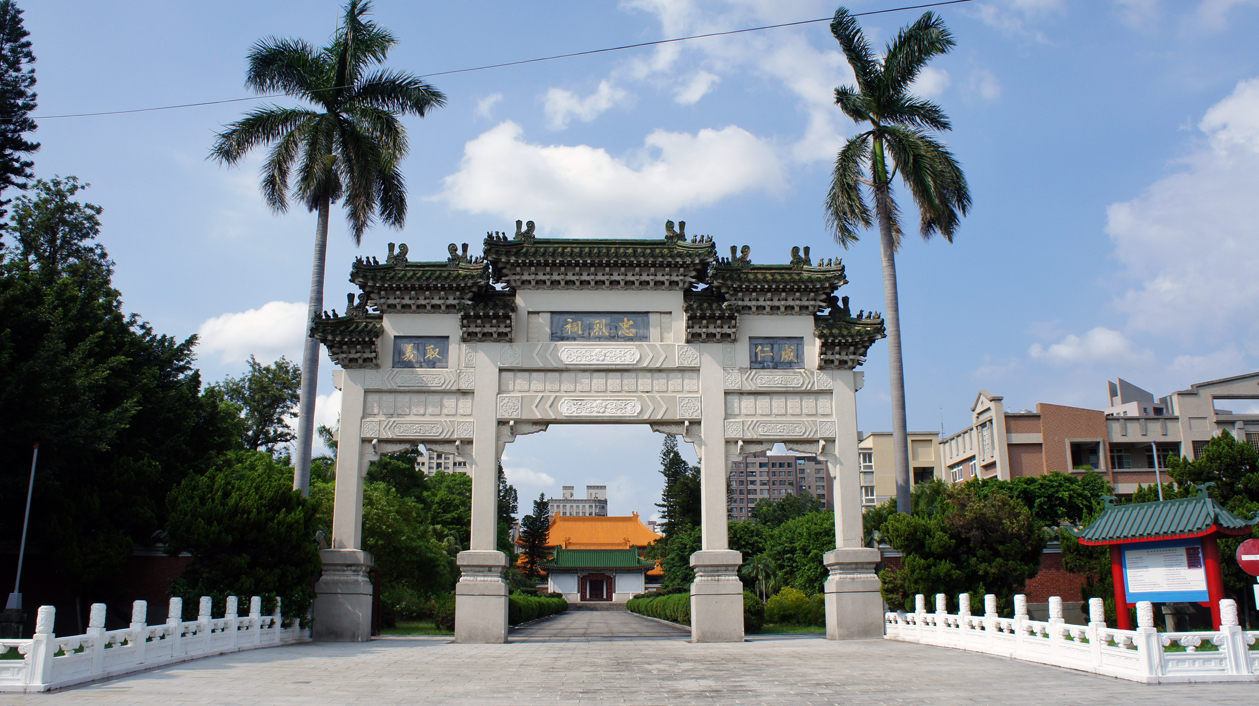
臺中市立臺中第一高級中等學校
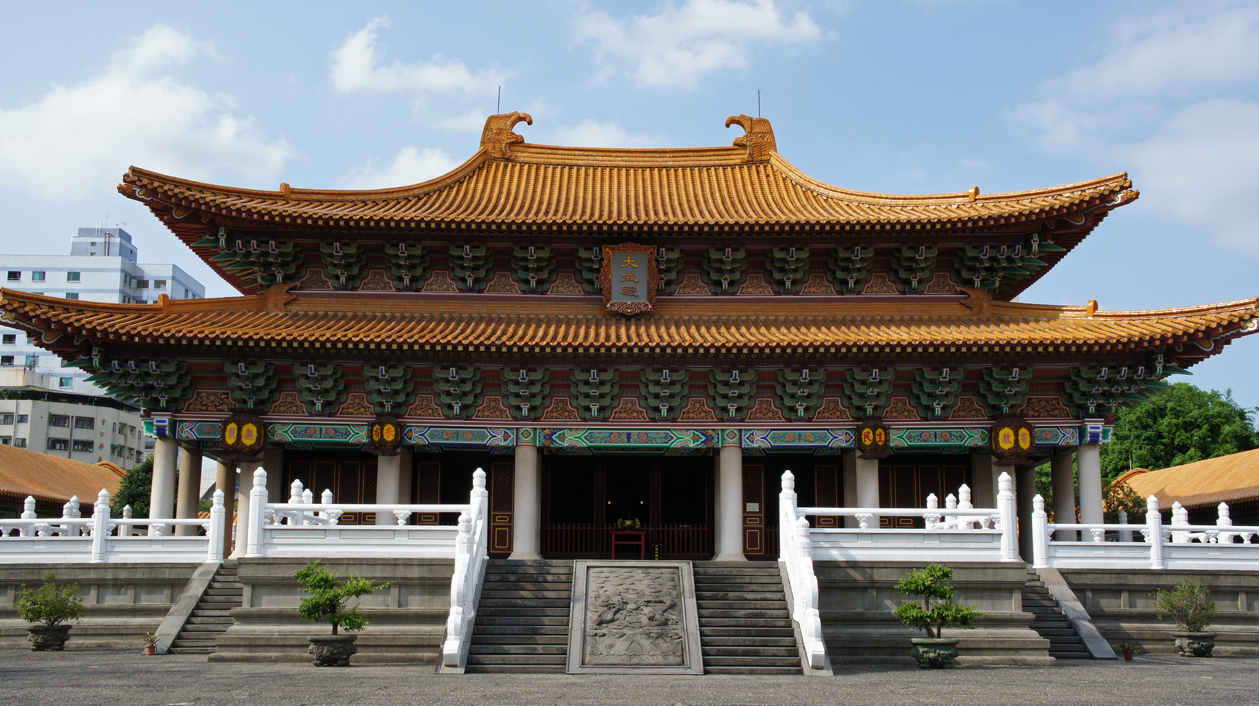
臺中市私立新民高級中學
- 臺中市光華高級工業職業學校
- 臺中市北區太平國民小學
- 臺中市東區力行國民小學
- 臺中市東區進德國民小學
- 臺中市私立育仁國民小學

- 國立臺灣體育運動大學田徑場
- 臺中市忠烈祠
- 臺中市孔廟

## 外部連結
- 臺中市立雙十國民中學
- 台中市雙十國教師會
- 台中市雙十國中家長會
- 雙十國中臺中二中校友會